# Kosynka
Kosynka (zdrobnělina od „kosyně“, od ruského „kosoj“; zastarale „kosyně“, „kosyr“, „kos“, „kosjak“) je druh pokrývky hlavy (nebo krku), který se skládá z trojúhelníkového kusu látky. Název pochází z výrazu „kosý šátek“. Kosynka je rozšířená téměř po celém světě a představuje tradiční pokrývku hlavy Rusů, Ukrajinců, Romů a dalších slovenských národů. Často byla atributem vdané ženy.
V současnosti se kosynka stala módním prvkem ženského šatníku a zároveň zůstává tradiční pokrývkou hlavy pro mnohé národy, včetně Slovanů. Není zcela jasné, proč má kosynka právě trojúhelníkový tvar, ale existuje domněnka, že vznikla rozříznutím čtvercového šátku diagonálně, což mělo za cíl úsporu materiálu.
Kosynka je pouze jednou z mnoha variant šátků a liší se, například od bándany, jak tvarem, materiálem, původem, tak i způsobem vázání. Zatímco kosynka nejčastěji má trojúhelníkový tvar a může být vyrobena z různých přírodních nebo umělých materiálů, bándana je často čtvercového tvaru a obvykle se vyrábí z bavlny nebo polyesteru. Také se liší i způsob nošení — kosynka se obvykle uvazuje kolem hlavy nebo krku a může mít různé způsoby vázání podle tradice a osobního stylu, zatímco bándana je častěji používána jako praktický doplněk nebo ochrana před sluncem a prachem. Bándana se často skládá do trojúhelníku, podobně jako kosynka, což ukazuje na některé podobnosti mezi těmito dvěma druhy šátků, avšak jejich kulturní kontext a účel se značně liší. Kosynka je navíc často spojována s kulturními a historickými tradicemi různých národů, což jí dodává další význam a hodnotu jako módní prvek.
V Střední Asii se tradiční šátek „oramal“ uvazoval podobně jako kosynka. Navzdory silným náboženským vlivům mladých i starších učenců, mnoho starších žen stále uvazuje šátek v tradiční formě kosynky.